# Pavonia meeboldii
Pavonia meeboldii är en malvaväxtart som beskrevs av Oskar Eberhard Ulbrich. Pavonia meeboldii ingår i släktet påfågelsmalvor, och familjen malvaväxter. Inga underarter finns listade i Catalogue of Life.